# Ураты
Ураты — соли мочевой кислоты. Мочевая кислота двухосновная (рКа 5,75 и 10,3), образует кислые и средние соли.
Ура́ты в клинической лабораторной диагностике — кислые, хорошо растворимые в плазме крови натриевые и калиевые соли мочевой кислоты. Вследствие особой морфологии кристаллов отдельно выявляется биурат, или гидроурат аммония, или кислый мочекислый аммоний, и кристаллы мочевой кислоты. В организме человека могут откладываться в почках и мочевом пузыре в составе камней, а также в виде подагрических отложений.
Высокая растворимость уратов в плазме крови человека связана с наличием связывающих белков и ряда некоторых растворяющих низкомолекулярных соединений. При этом кислые ураты трудно растворимы в воде. Особенно плохо растворимым в воде является кислый мочекислый аммоний — 1 его часть растворяется в 3290 частях воды. При понижении значений рН растворимость уратов снижается, что способствует образованию мочекислых камней.
В случае перенасыщения уратами тканей при подагре они кристаллизуются совместно с мочевой кислотой в тканях суставов и в периартикулярных тканях, образуя подагрические узелки (тофусы), а также в тканях почек.
Способностью уратов образовывать кристаллы в тканях суставов объясняется развитие острого подагрического артрита. Отложения кристаллов уратов в мозговом веществе и пирамидах почек приводят к формированию хронического интерстициального нефрита.